# Kompot

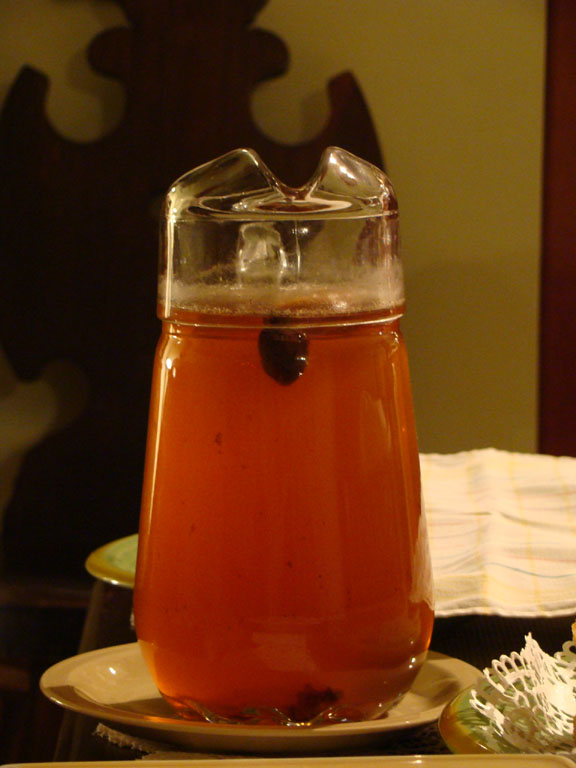
Kompot z suszonych śliwek tradycyjnie przyrządzany na Wigilię Bożego Narodzenia

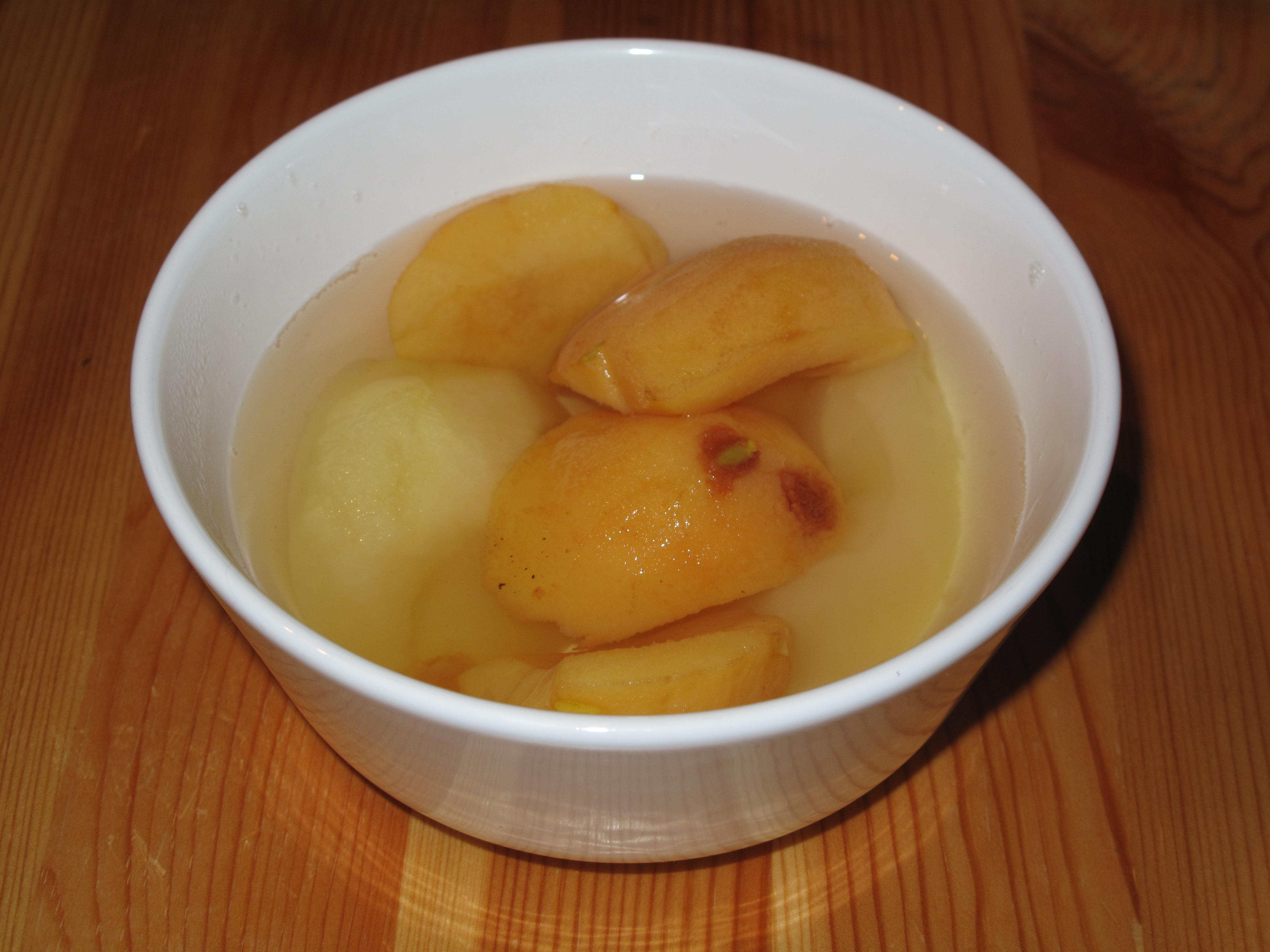
Kompot z jabłek i pigwy

Kompot – napój owocowy z gotowanych owoców świeżych lub suszonych. Kompoty zaliczane są do grupy przetworów owocowych.
Mogą być przyrządzone z dodatkiem cukru lub przypraw, np. goździków. Kompot przyrządza się między innymi z jabłek, wiśni, porzeczek, czereśni, truskawek, gruszek i rabarbaru.
Na wieczerzę wigilijną przygotowuje się tradycyjny kompot z suszu.
Tradycja picia kompotu najprawdopodobniej ma ponad 700 lat historii i pochodzi z czasów Imperium Bizantyńskiego. Nie należy również mylić kompotu z francuskim deserem owocowym o nazwie compote, który powstał 300 lat później, jest gęsty, bardzo słodki i nie nadaje się do picia.